# Introducing The Style Council
Introducing The Style Council (1983) è il primo album pubblicato dal gruppo degli Style Council. È uscito inizialmente solo in Australia, Regno Unito, Stati Uniti, Canada, Nuova Zelanda, Paesi Bassi e in Giappone, ma la versione olandese ha conosciuto una forte importazione verso il mercato del Regno Unito. Si tratta di una raccolta di brani dai primi tre singoli del gruppo. L'album ufficiale di debutto, Café Bleu, è uscito l'anno successivo. I "Club Mix" sono presenti solo su questo album.

## Tracce
1. Long Hot Summer – 6:58
2. Headstart for Happiness – 2:47
3. Speak Like a Child – 3:15
4. Long Hot Summer (Club Mix) – 6:52
5. The Paris Match – 3:45
6. Mick's Up – 3:10
7. Money-Go-Round (Club Mix) – 7:42

## Formazione
- Paul Weller - voce
- Mick Talbot - tastiere
- Steve White - batteria
- Tracie Young - accompagnamento vocale

## Classifiche
| Classifica (1983) | Posizione massima |
| ----------------- | ----------------- |
| Australia         | 29                |
| Canada            | 44                |
| Giappone          | 69                |
| Nuova Zelanda     | 6                 |
| Stati Uniti       | 172               |